# Aphirape ancilla
Espèce
Synonymes
- Euophrys ancilla C. L. Koch, 1846

Aphirape ancilla est une espèce d'araignées aranéomorphes de la famille des Salticidae.

## Distribution
Cette espèce est endémique du Brésil.

## Description
La femelle holotype mesure 3 mm.

## Publication originale
- C. L. Koch, 1846 : Die Arachniden. Nürnberg, vol. 13, p. 1-234 (texte intégral).